# Волгарь-Астрахань
«Волгарь-Астрахань» — российский футбольный клуб из города Астрахань. Вторая команда ФК «Волгарь». Провёл один сезон на профессиональном уровне.
Клуб «Волгарь-Астрахань» был создан на базе молодёжной команды «Волгаря» (в то время — «Волгарь-Газпром»), которая в сезоне 2011/12 годов под названием «Волгарь-Газпром»-М участвовала в Первенстве России среди любительских футбольных клубов (ЛФК) в зоне «ЮФО/СКФО».
В 2012 году клуб был заявлен на участие во Втором дивизионе России и провёл сезон-2012/2013 в зоне «Юг» под названием «Волгарь-Астрахань», занял 16-е место. В Кубке России сезона-2012/13 команда проиграла на стадии 1/256 финала ФК «Астрахань» — 2:4.
По окончании сезона-2012/13 команда «Волгарь-Астрахань» стала выступать в зональном первенстве России среди ЛФК сезона 2013.
В 2014—2016, 2018, 2019, 2021, 2022, 2023 годах в зональном первенстве России среди ЛФК выступала команда под названием «Волгарь-М» (в 2020 году также в зональном и финальном турнире Кубка России среди ЛФК, в 2022 — в зональном этапе кубка). «Волгарь-М» также принимает участие в областных соревнованиях: в чемпионате и Кубке Астраханской области (в 2017 году — под названием «Волгарь-Астрахань»).
Ранее в Первенстве России среди ЛФК принимал участие дублирующий состав клуба «Волгарь-Газпром».
Достижения второй команды «Волгаря»:
- Победитель первенства России среди ЛФК (зона «ЮФО/СКФО»): 2011/2012, 2015.
- Серебряный призёр первенства России среди ЛФК (ЮФО/СКФО): 2014.
- Бронзовый призёр первенства России среди ЛФК (ЮФО/СКФО): 2016.
- Обладатель Кубка ЮФО: 2011; участие в финальном турнире Кубка России среди ЛФК (ЛФК «Волгарь-Газпром»)[1]
- Чемпион Астраханской области: 2011, 2015[2], 2018[3]
- Серебряный призёр чемпионата Астраханской области: 2017[4][5]
- Бронзовый призёр чемпионата Астраханской области: 2020[6]
- Обладатель Кубка Астраханской области на призы губернатора Астраханской области Александра Жилкина (2016)[7]
- Обладатель Кубка Астраханской области, посвящённом 72-й годовщине Победы в Великой Отечественной войне (2017)[8]
- Финалист Кубка Астраханской области, посвящённом 73-й годовщине Победы в Великой Отечественной войне (2018)[9]
- Финалист Кубка Победы (2016)[10]